# المحكمة العليا الإندونيسية
المحكمة العليا في جمهورية إندونيسيا هي الذراع القضائي المستقل في إندونيسيا ويحافظ على نظام المحاكم ويجلس فوق المحاكم الأخرى وهو محكمة الاستئناف النهائية ويمكن أيضا إعادة النظر في الحالات إذا يظهر أدلة جديدة.

## روابط خارجية
- الموقع الرسمي للمحكمة العليا الإندونيسية